# گته گرشانی
گته گرشانی (به انگلیسی: Goth Gorshani) یک منطقهٔ مسکونی در پاکستان است.